# Yossi & Jagger
Yossi VeJagger (tiếng Hebrew: יוסי וג'אגר; tiếng Anh: Yossi & Jagger) là một bộ phim tình cảm lãng mạn của Israel năm 2002 do Eytan Fox đạo diễn về những người lính ở biên giới Israel-Lebanon, người cố gắng tìm sự bình yên và an ủi từ thói quen chiến tranh hàng ngày.
Bộ phim có phần tiếp theo mang tên Yossi (tiếng Hebrew: הסיפור של יוסי Yossi's Story) phát hành vào năm 2012 lấy câu chuyện một số năm sau các sự kiện trong bộ phim đầu tiên.

## Nội dung
Yossi (Ohad Knoller) ra lệnh cho đại đội binh lính ở vùng núi phủ tuyết gần Liban. Trong bí mật, anh dẫn đầu một mối quan hệ lãng mạn say đắm với sĩ quan chỉ huy thứ hai của mình, Lior (Yehuda Levi), người được mọi người gọi là Jagger vì sự đẹp trai như ngôi sao nhạc rock của anh và Mick Jagger. Cặp đôi, Yossi và Jagger, cùng nhau sống một cuộc sống yêu thương nhưng bí mật, mạo hiểm ở một mình và cởi mở với nhau.
Một ngày nọ, một đại tá (Sharon Raginiano) đến căn cứ cùng với hai nữ binh sĩ, một trong số đó anh ta ngay lập tức ngủ cùng trong hầm.  Một người khác, Yaeli (Aya Koren, được ghi là Aya Steinovitz), rất thích Jagger, trong khi cô từ chối những tiến bộ tình dục của Ofir (Asi Cohen), người cố gắng nói rõ với cô rằng  Jagger không đặc biệt quan tâm đến cô.
Đại tá có mặt để giám sát một cuộc phục kích vào ban đêm, trong đó Yossi bực bội vì trăng tròn, và cũng vì anh ta lo ngại cho sự an toàn của binh lính của mình.  Và quả thực, Jagger bị thương nặng vào đêm đó, chết trong vòng tay của người yêu, người mà giờ chỉ có thể nói lên tình yêu của mình dành cho anh ta.
Trong buổi tiệc tang tại nhà của bố mẹ Jagger, mẹ của Jagger đã nhầm Yaeli với bạn gái của anh ta. Cô than thở rằng cô biết rất ít về con trai mình, bao gồm cả bài hát yêu thích của anh, mà chỉ Yossi mới có thể nói với cô là "Bo" được hát bởi Rita. Bài hát cũng được hát bởi Ivri Lider.

## Diễn viên
- Ohad Knoller vai Yossi
- Yehuda Levi vai Lior Amichai 'Jagger'
- Assi Cohen vai Ophir
- Aya Steinovitz vai Yaeli
- Hani Furstenberg vai Goldie
- Sharon Raginiano vai The Colonel
- Yuval Semo vai Psycho
- Yaniv Moyal vai Samoncha
- Hanan Savyon vai Adams
- Erez Kahana vai Yaniv the Cook
- Shmulik Bernheimer vai Shmuel 'Shmulik' Amichai
- Yael Pearl vai Varda Amichai

## Sản xuất
Mặc dù Yossi & Jagger ban đầu không nhận được bất kỳ sự hỗ trợ nào từ quân đội Israel trong quá trình sản xuất, nhưng mức độ phổ biến của nó đã chứng minh đủ cao với các công dân Israel rằng các căn cứ quân sự ở nước này bắt đầu chiếu.

## Tiếp nhận
Bộ phim nhận được đánh giá tích cực từ các nhà phê bình. Tổng hợp đánh giá Rotten Tomatoes báo cáo rằng 88% trong số 42 nhà phê bình chuyên nghiệp đã cho bộ phim một đánh giá tích cực, với sự đồng thuận của trang web là "Một câu chuyện tình cảm sâu sắc nhưng vẫn cảm thấy sâu sắc." Tại Metacritic, chỉ định xếp hạng bình thường hóa trong số 100 dựa trên đánh giá từ các nhà phê bình chính thống, bộ phim đã nhận được số điểm trung bình là 70, dựa trên 19 đánh giá. Stephen Holden từ Thời báo New York "Nếu tình huống có tất cả các thành phần của một melodrama chói tai, đầy nước mắt, nhà làm phim, làm việc từ một kịch bản căng thẳng của Avner Bernheimer mà không lãng phí một lời nói hay một cử chỉ, giữ cho nắp tình cảm vững chắc." Ella Taylor từ  L.A. Weekly  đã viết "Được kích thích bởi nhà báo Avner Bernheimer kịch bản dí dỏm và một số màn trình diễn sống động dưới sự chỉ đạo của Eytan Fox, bộ phim cung cấp một bức chân dung ám ảnh của một thế hệ bị buộc phải mạo hiểm để phục vụ các mục tiêu quân sự  xa hoàn toàn cam kết với." Wesley Morris từ Quả cầu Boston đã viết "Những gì bộ phim thiếu tham vọng, độc đáo và nghiệt ngã, nó bù đắp cho cảm giác thuần khiết."
Nam diễn viên Ohad Knoller đã giành giải thưởng nam diễn viên xuất sắc nhất tại Liên hoan phim Tribeca năm 2003, với vai diễn Yossi.
Bộ phim không nhận được hỗ trợ sản xuất từ Quân đội Israel nhưng được chứng minh là phổ biến ở Israel và sau đó được trình chiếu trên các căn cứ quân sự.